# Gerke Henkes

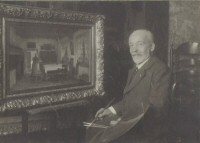

Gerke Henkes (Delfshaven, 25 juni 1844 - Rotterdam, 30 april 1927) was een Nederlands kunstschilder in de stijl van de Haagse School. 

## Levensloop
Henkes was een zoon van Johannes Hermanus Henkes en Anna Hermelina Gaade. 
Zijn vader was (mede)-oprichter van distilleerderij de Ooievaar te Delfshaven (Henkes genever). Gerke was enige tijd ook lid van de directie en maakte enige schetsen van de distilleerderij en de werklieden. Ook maakte hij portretten van zijn ouders.
Hij was bestuurslid van de Pulchri Studio in Den Haag en mede-oprichter van de Hollandsche Teekenmaatschappij.
Hij werd benoemd tot Ridder in de Orde van Oranje-Nassau en Ridder in de Orde van St. Michael van Beieren.
Henkes was een leerling van J. Spoel in Rotterdam en de Antwerpsche akademie. Hij maakte studiereizen naar Duitsland en Parijs en ging in 1869 in Den Haag wonen, later in Voorburg (Herenstraat 30).
Zijn schilderkunst is beïnvloed door Isaac Israëls, Jozef Israëls en Johannes Bosboom. Hij schilderde vooral interieurs, genrestukken; kleine stadslieden heeft hij met fijne humor geschilderd, bijvoorbeeld: Oude jonge juffers op een koffiekransje of een chronique scandaleuse.
Henkes heeft les en raad gegeven aan onder andere Antonie Lodewijk Koster (1859-1937) en aan Adriana Maria Hendrika Bleuland van Oordt (1862-1944).
Henkes was zeer goed bevriend met de befaamd Industrieel Ontwerper Theo Colenbrander (1841-1930). Via de connecties van Henkes komt Colenbrander in contact met collega-kunstenaars zoals de familie Mesdag, Maris en Van Houten.
Henkes trouwde op 27 April 1871 met Jannetje Geertrui Lourens (1846-1921). Ze kregen vier kinderen: Anna Hermeline, Jan Lourens, Johannes Hermanus en Gerke. Voor zijn dochter Anna Hermeline maakte hij in 1872 een prachtig poppenhuis met 3 vertrekken. Alle meubeltjes, keuken en open haarden maakte hij zelf. Later speelde zijn kleindochter Jannetje Geertrui (Nan) Bleuland van Oordt met het poppenhuis. Het is sindsdien altijd via de vrouwelijke lijn in deze familie vererfd.

## Commentaar op zijn werk
Zijn eerste succes kreeg zijn in Parijs en Brussel getoonde Breischool (1875), aangekocht voor De Mesdag Collectie. Dit museum bezit nog vijf andere schilderijen van Henkes. Er zijn ook nog vier schilderijen in het Groninger Museum. Een aantal schilderijen, aquarellen en tekeningen zijn in het bezit van de familie.
Zowel Vincent van Gogh (1853-1890) en Jozef Israëls (1824-1911) kenden Henkes en hadden commentaar op zijn werk:
Vincent: 
13-02-1882
Last week I went to an art viewing at Pulchri which had sketches by Bosboom and Henkes. Very
beautiful; there were a number of drawings by Henkes, larger figures than one usually sees from
him. He ought to make more of them, I think.
18-03-1883
.... and, when I was struck by this or that figure we encountered, hearing repeatedly ‘Oh, but those
filthy folk’ or ‘that sort of people’ — in short, expressions one wouldn’t expect from a painter.
Yes, that sometimes made me stop and think. I remember, among others, a conversation with
Henkes, who often saw and sees so well, which absolutely astonished me.
16-09-1883
I had already heard something about Liebermann, but your description of his brushwork, in
particular, is more enlightening. His colour must be infinitely better than Henkes’s (you put it very
well, ‘the colour of slate with transitions to grey-yellow and grey-brown’). I understand it perfectly.
That, that manner of painting, is wonderful once one has got the hang of it.
Jozef Israëls gaf hem een aquarel van een kindje bij de open haard met de opdracht erbij à mon ami Henkes". In de begeleidende brief schrijft hij dat gij een talent zijt, maar hij is ook kritisch: de grotere werken van Henkes bevallen hem minder dan de kleine, de grote zijn te oppervlakkig, vindt Israëls. (NRC, 21-11-2013).

## Exposities
Henkes heeft vaak in het Münchener Glaspalast (1879, 1888, 1890, 1891, 1892, 1897, 1901, 1909, 1918) geëxposeerd. Zijn werk maakte ook deel uit van de volgende exposities:
- In Amsterdam en Den Haag, periode 1867-1903, o.a. in Arti et Amicitiae, te Amsterdam
- Parijs, 1875
- Te Rotterdam, 1890
- Te Den Haag, Pulchri Studio, 1914, ter ere van zijn 70ste verjaardag
- Internationale Kunst Ausstellung Berlin, 1896
- Exposition décembre des beaux Arts, Paris 1899
- Ter gelegenheid van het huwelijk van Koning Wilhelmina en Prins Hendrik in 1901 schonk Kunstenaarsvereniging Pulchri Studio in Den Haag het echtpaar een kunstkabinet de zgn. Pulchri kast. In deze kast zijn 116 aquarellen, tekeningen en reliëfs te zien van kunstenaars rondom de Haagse School. Ook Gerke Henkes vervaardigde een aquarel voor de kast voorstellende een oude man met pijp. De kast is in het bezit van de Koninklijke Verzamelingen en is recent tentoongesteld in Museum Gouda (2023/2024).
- XI Esposizione Internazionale d’Arte della citta di Venezia 1914
- Internationale tentoonstelling Stedelijk museum, Amsterdam 1919
- Overzicht tentoonstelling van het werk van Gerke Henkes in Museum Swaensteyn in Voorburg in 2019
- De volgende musea hebben werken van Gerke Henkes in hun bezit: Het Rijksmuseum Amsterdam, Het Mesdag Museum in Den Haag, Het Frans Hals Museum in Haarlem, Het Groninger Museum, Het Zeeuws Museum Middelburg, Museum Swaensteyn in Voorburg en Het Teylers in Haarlem.